# Jan Kulas (1908–1983)
Jan Kulas (ur. 15 marca 1908 w Łubnej, zm. 6 lutego 1983) – polski nauczyciel, poseł na Sejm PRL III, IV i V kadencji.

## Życiorys
Uzyskał wykształcenie średnie niepełne, z zawodu nauczyciel. Pracował na stanowisku kierownika szkoły podstawowej w Malachinie. W 1961, 1965 i 1969 uzyskiwał mandat posła na Sejm PRL w okręgu Tuchola z ramienia Polskiej Zjednoczonej Partii Robotniczej. Przez trzy kadencje zasiadał w Komisji Oświaty i Nauki.
Został pochowany na cmentarzu w Czersku.

## Odznaczenia
- Krzyż Kawalerski Orderu Odrodzenia Polski
- Złoty Krzyż Zasługi
- Srebrny Krzyż Zasługi
- Odznaka 1000-lecia Państwa Polskiego (1966)[2]